# 劉汀
劉汀（1510年—？），字叔南，直隸真定府冀州南宮縣人，民籍，明朝政治人物。

## 生平
嘉靖十三年（1534年）甲午科順天府鄉試第一百八名舉人。二十六歲中式嘉靖十四年（1535年）乙未科會試第一百九十六名，登第三甲第一百一十九名進士。初知高淳县事，以内艰归。服阕，补山西安邑令。擢吏部考功主事，轉员外郎，二十五年（1546年）外迁河南信阳兵备副使。丁外艰归，服阕，补浙江按察副使，分巡杭严道，又提督學政，升四川右参政，嘉靖三十五年（1556年）正月以考察去职。

## 家族
曾祖劉明；祖父劉幹，曾任壽官；父劉錫，曾任知縣 封監察御史。母張氏（封孺人）。具庆下。兄劉濂，監察御史。弟濤、藻、沱、渚。